# Amblyomma longirostre
Amblyomma longirostre är en fästingart som beskrevs av Koch 1844. Amblyomma longirostre ingår i släktet Amblyomma och familjen hårda fästingar. Inga underarter finns listade i Catalogue of Life.